# Coelophoris
Coelophoris is een geslacht van vlinders van de familie spinneruilen (Erebidae).

## Soorten
- C. andasy Viette, 1965
- C. ankasoka Viette, 1965
- C. comorensis Viette, 1981
- C. lakato Viette, 1965
- C. lucifer Viette, 1972
- C. marojejy Viette, 1965
- C. pluriplaga Viette, 1956
- C. sogai Viette, 1965
- C. trilineata Mabille, 1900